# Dekanat Stawiszyn
Dekanat Stawiszyn – jeden z 33 dekanatów w rzymskokatolickiej diecezji kaliskiej.

## Parafie
W skład dekanatu wchodzi 10 parafii: 
- parafia Narodzenia Najświętszej Maryi Panny – Blizanów
- parafia św. Stanisława Kostki – Brudzew
- parafia Najświętszej Maryi Panny Niepokalanie Poczętej – Goliszew
- parafia św. Wojciecha – Kościelec
- parafia św. Stanisława Biskupa – Lipe
- parafia św. Marcina – Piątek Wielki
- parafia Wszystkich Świętych – Rychnów
- parafia św. Bartłomieja Apostoła – Stawiszyn
- parafia św. Katarzyny – Tykadłów
- parafia św. Urszuli – Zbiersk

## Sąsiednie dekanaty
Czermin, Gołuchów, Kalisz I, Konin I (diec. włocławska), Koźminek, Pleszew, Tuliszków (diec. włocławska), Turek (diec. włocławska)